# Eberardo IV de Nordegóvia
Eberardo IV de Nordegóvia (c. 950 - 18 de dezembro de 972 ou 973)  foi um nobre da França medieval, tendo sido Conde do território de Nordegóvia e o filho mais velho de Hugo I de Nordegóvia e de sua esposa, Hildegarda.

## Biografia
Por ser o filho primogénito foi com a morte de seu pai, quem o sucedeu no governo do condado em 940, embora tenha dividido o poder com o seu irmão Hugo de Eguisheim, senhor de Eguisheim.
Em 959 ele submeteu á ao Sacro Imperador Romano, Otão I a Abadia de Lure.
Governou Nordegóvia de 940 até 951, data em que abdicou a favor do seu filho Hugo II de Nordegóvia, e retirou-se para o seu território de Altorf onde morreu em 972/973.

## Relações familiares
Foi filho de Hugo I de Nordegóvia e de sua esposa, Hildegarda de Nordegóvia.
Foi casado com Luitgarda da Lotaríngia, filha de Vigérico da Lotaríngia e de Cunegunda de França, de quem teve:
1. Edviges de Nordegóvia (937 - 13 de dezembro de 992) casada com Sigifredo do Luxemburgo [4][5] (c. 922 – 28 de Outubro de 998) que é considerado o primeiro conde do Luxemburgo
2. Hugo II de Nordegóvia, Conde de Nordegóvia,
3. Adelaide de Métis, casada como a primeira esposa de Henrique de Speyer, tendo deste casamento nascido Conrado II, Sacro Imperador Romano-Germânico (c. 990 - Utrecht, 4 de Junho de 1039) casado com Gisela da Suábia (11 de Novembro de 999 - Suábia 14 de Fevereiro de 1042) filha de Hermano II da Suábia[6] , duque da Suábia.